# أبو المنصور الموفق
أبو منصور الموفق بن علي الهروي كيميائي مسلم، عاصر الأمير منصور بن نوح الساماني الذي حكم فيما بين (350هـ - 365هـ)، وكان صديقًا مقربا إليه. وكان من عباقرة علماء المسلمين في علم الكيمياء، إذ أولى كل اهتمامه بالأمور التي تتعلق بحياة الناس اليومية، مثل الحصول على مادة لاحمة للعظام، أو مادة تستعمل لصبغ الشعر، وغيرها. 
يقول عنه جورج سارتون في كتابه المدخل إلى تاريخ العلوم: «إن أبا المنصور الموفق كان علامة زمانه فأعطى تعريفا وافيا لأكسيد النحاس[ ؟ ] والأنتيمون "حجر الكحل" وطريقة استعمالهما في الحياة اليومية».
لقد كان أبو المنصور الموفق من العلماء الواقعيين الذين يؤمنون بالحقيقة لا بالخرافة، ولذا فقد جعل كل تجاربه واهتماماته منصبا على الأمور التي تهم الناس في حياتهم اليومية، بعيدا عن الخرافات التي صاحبت مهنة الكيمياء في عصره. وقد استفاد الناس من تجاربه هذه وابتكاراته الكيماوية أفضل استفادة من الناحيتين المادية والاجتماعية، فكان إذا توصل إلى تحضير دواء يمكن استخدامه، يسارع إلى إخراجه للأسواق ليقبل عليه الناس، فيربح من بيعه كثيرا ويشتري بذلك آلات وأدوات ومواد جديدة تساعده في بحوثه وتجاربه الجديدة.
كان من هذه الابتكارات والإنجازات في مجال الكيماويات والأدوية التي ما زالت تنسب له حتى الآن، خاصة ما كان منها متعلقا بعلم الكيمياء الطبية. فقد قام بتحضير مادة قوامها الجير الحي لتنظيف الجلد من الشعر واكتسابه بريقا ولونا يميل إلى الاحمرار، ونصح بتسخين النحاس المؤكسد بشدة لينتج مادة سوداء يستعملها الإنسان ليكسب شعر رأسه لونا أسود لامعا. كما اكتشف مادة لاحمة للعظام تستعمل في معالجة الكسور، وذلك بتسخين كبريتات الكاليسيوم ومزج الناتج بزلال البيض.
ولقد ساعد أبا المنصور الموفق في تجاربه العلمية هذه أنه كان عارفا بعلوم اليونان وحجة في المعارف السريانية والهندية والفارسية. كما كان صابرا على طلب العلم والدرس والتدقيق والتمحيص، ومحبا للسفر بحثا عن علماء الكيمياء المعروفين ليأخذ منهم ويتعلم على أيديهم، حتى أضحى موسوعة في علم الكيمياء.
ويعد كتابه الأبنية في حقائق الأدوية من أهم الكتب التي نصت على إنتاجه. فقد شمل الكثير من المعلومات عن خواص العقاقير والأدوية وطرق الحصول عليها.